# Shuanghe, Guangdong
Shuanghe (kinesiska: 双合) är en köping i sydöstra Kina. Den ligger i Heshan i staden Jiangmen i provinsen Guangdong, omkring 92 kilometer sydväst om provinshuvudstaden Guangzhou. Antalet invånare är 16575. Befolkningen består av 7 824 kvinnor och 8 751 män. Barn under 15 år utgör 17,0 %, vuxna 15-64 år 69 %, och äldre över 65 år 12,0 %.